# Bardotia ankaranensis
Bardotia es un género monotípico de plantas fanerógamas perteneciente a la familia Orobanchaceae, antes incluida en Scrophulariaceae. Su única especie: Bardotia ankaranensis, es originaria de Madagascar donde se encuentra en Ankarana. 

## Taxonomía
Bardotia ankaranensis fue descrita por Eb.Fisch., Schäferh. & Kai Müll. y publicado en Phytotaxa 46: 31, f. 5. 2012.